# Mortes em janeiro de 2017
Mortes em 2017: ← Janeiro – Fevereiro – Março – Abril – Maio – Junho – Julho – Agosto – Setembro – Outubro – Novembro – Dezembro →
Esta é uma relação de pessoas notáveis que morreram durante o mês de janeiro de 2017, listando nome, nacionalidade, ocupação e ano de nascimento.

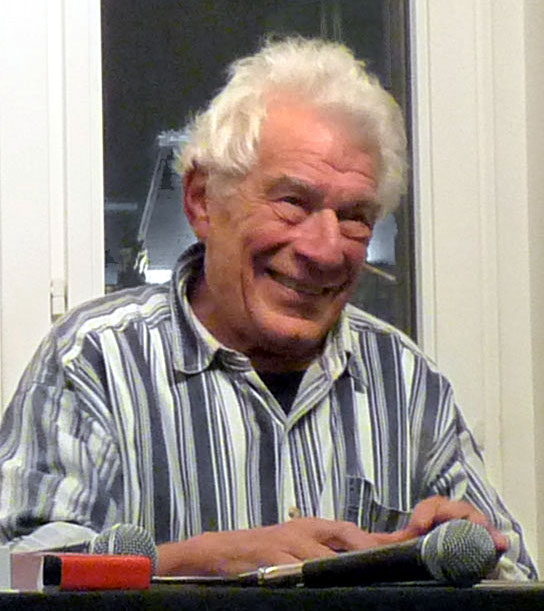
John Berger, escritor britânico

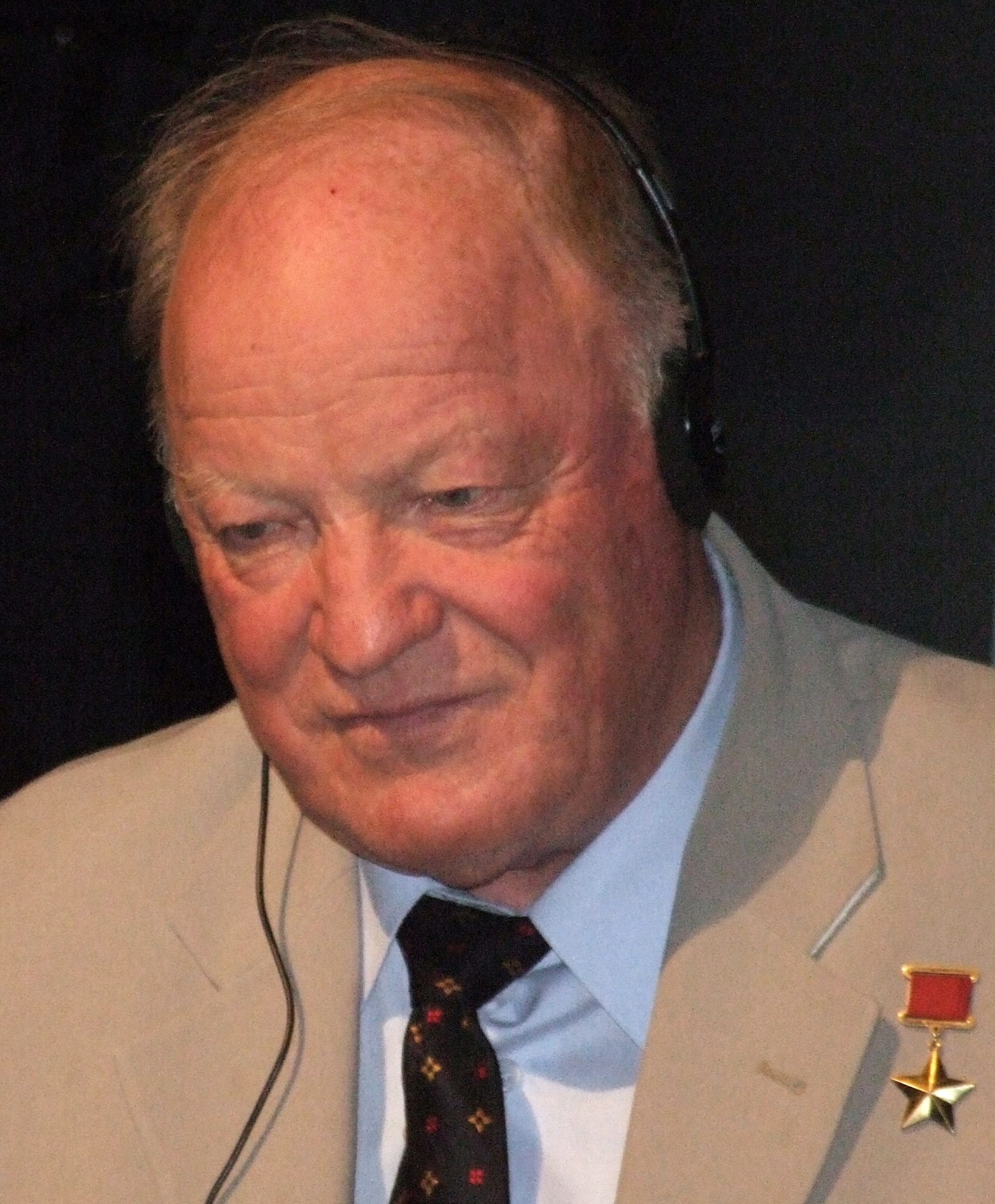
Igor Volk, astronauta russo

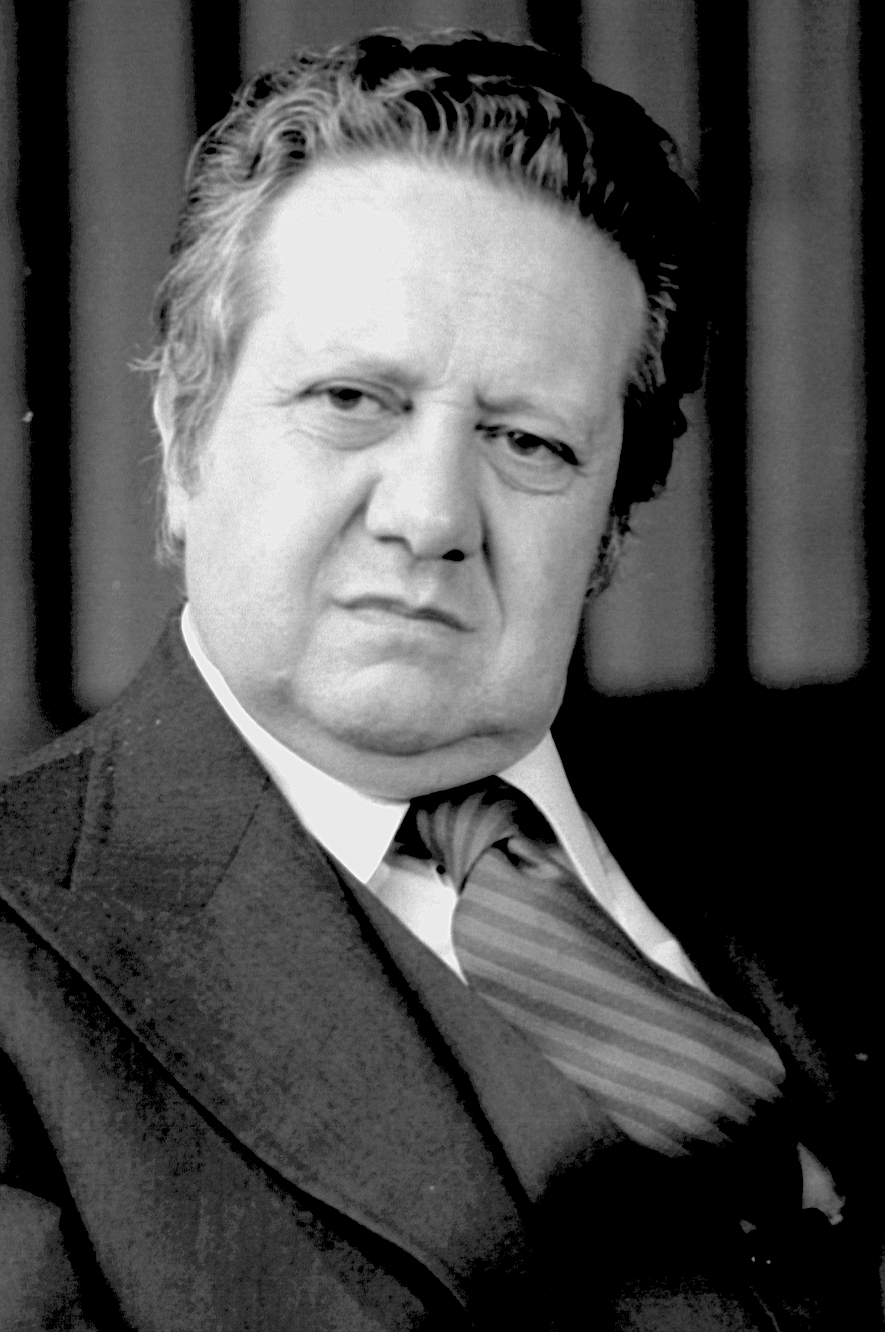
Mário Soares, político português, ex-presidente de Portugal

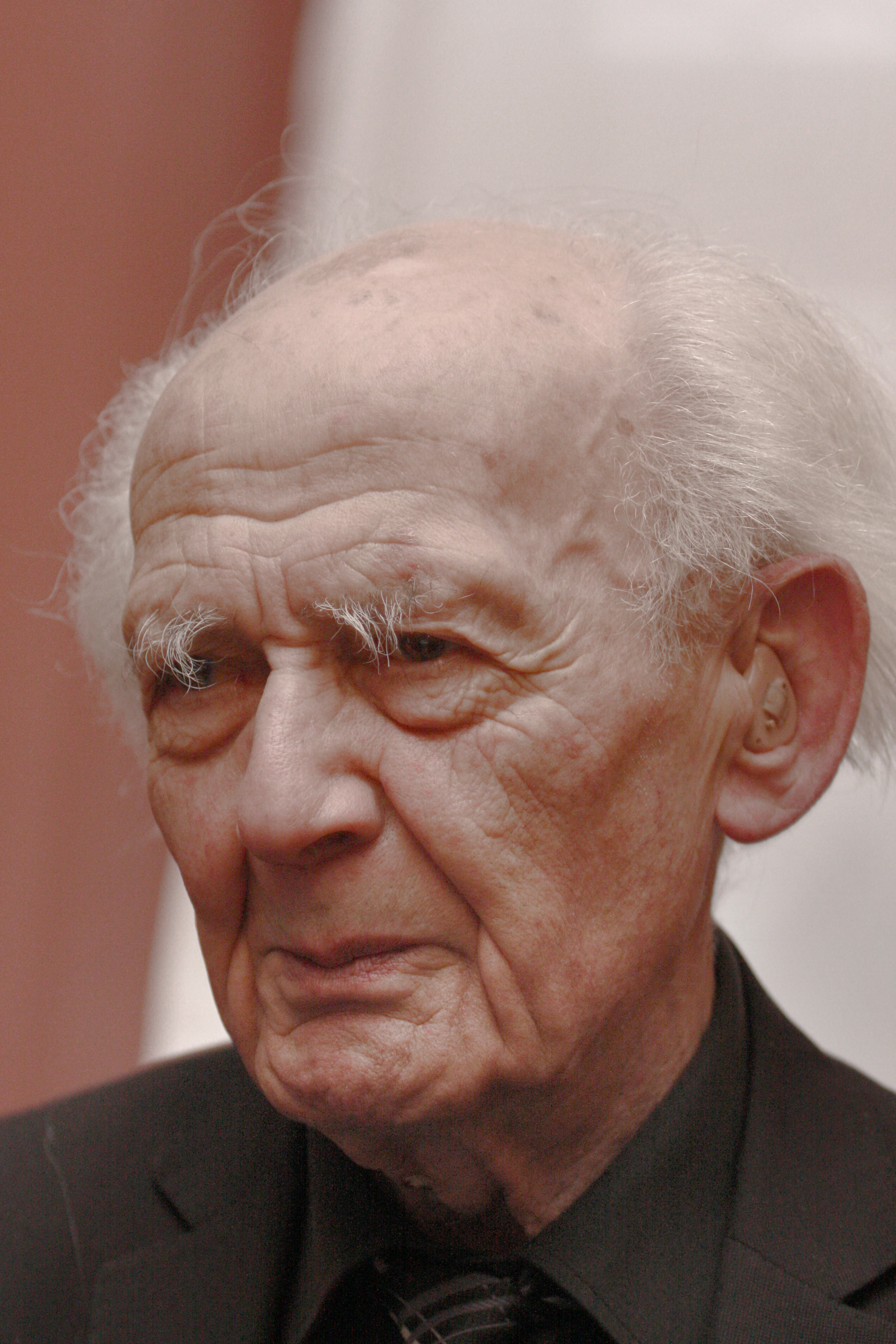
Zygmunt Bauman, filósofo e sociólogo polonês

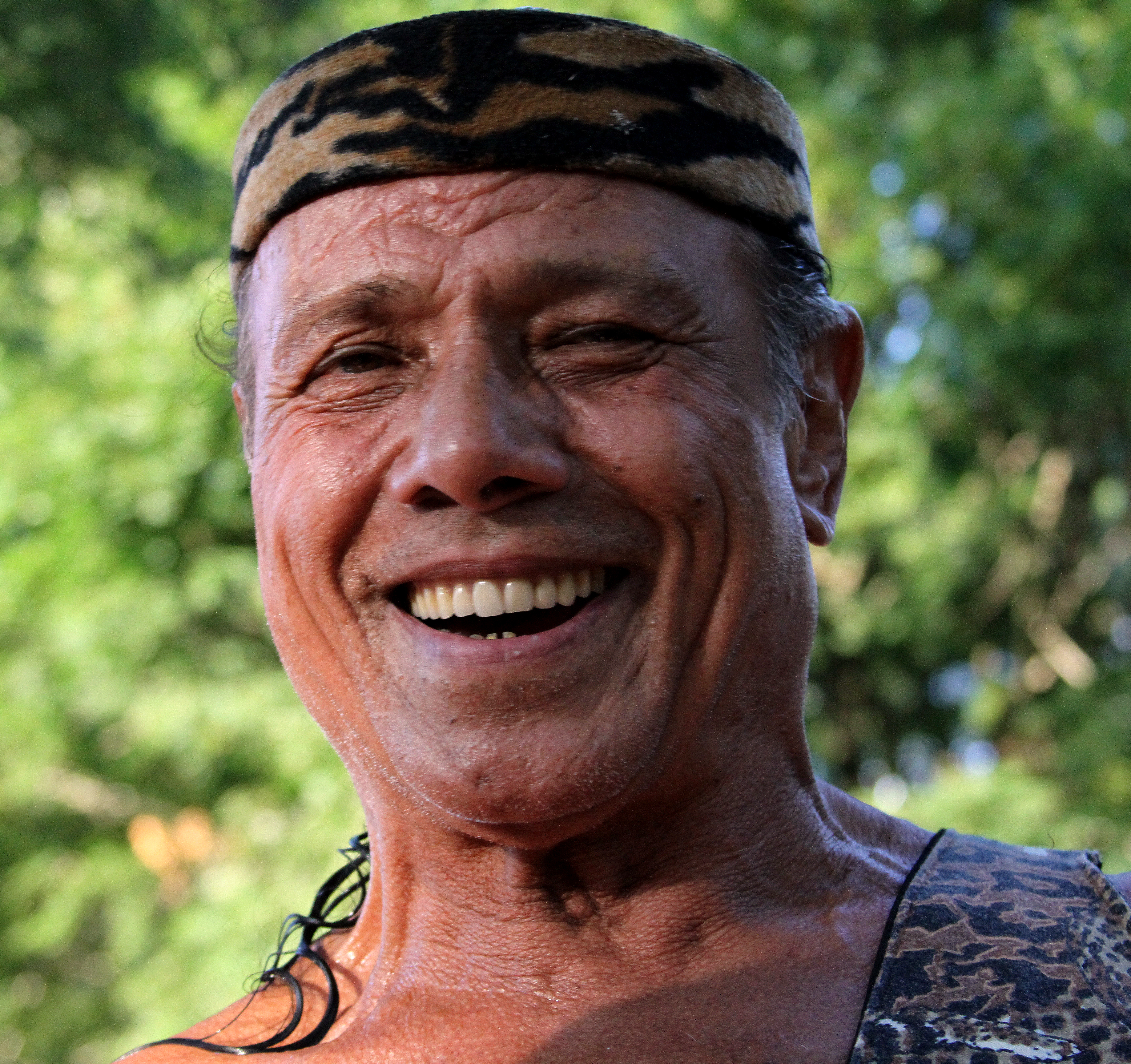
Jimmy Snuka, lutador e ator fiji-estadunidense

Loalwa Braz, cantora brasileira

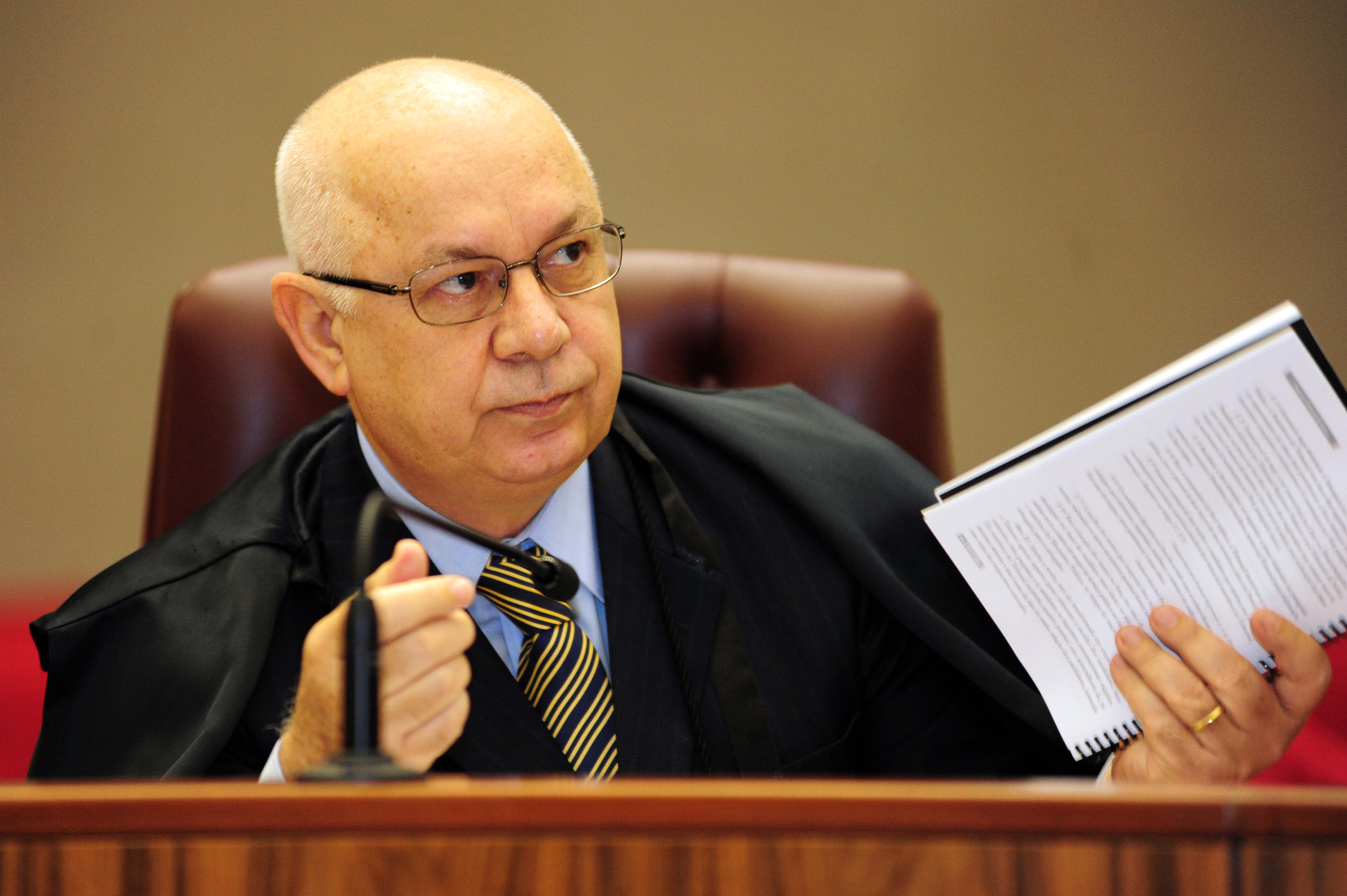
Teori Zavascki, ministro do STF e magistrado brasileiro

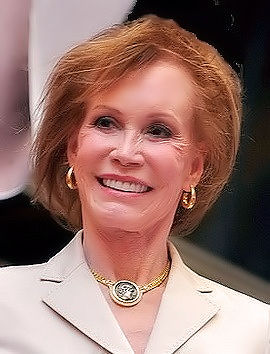
Mary Tyler Moore, atriz e comediante norte-americana

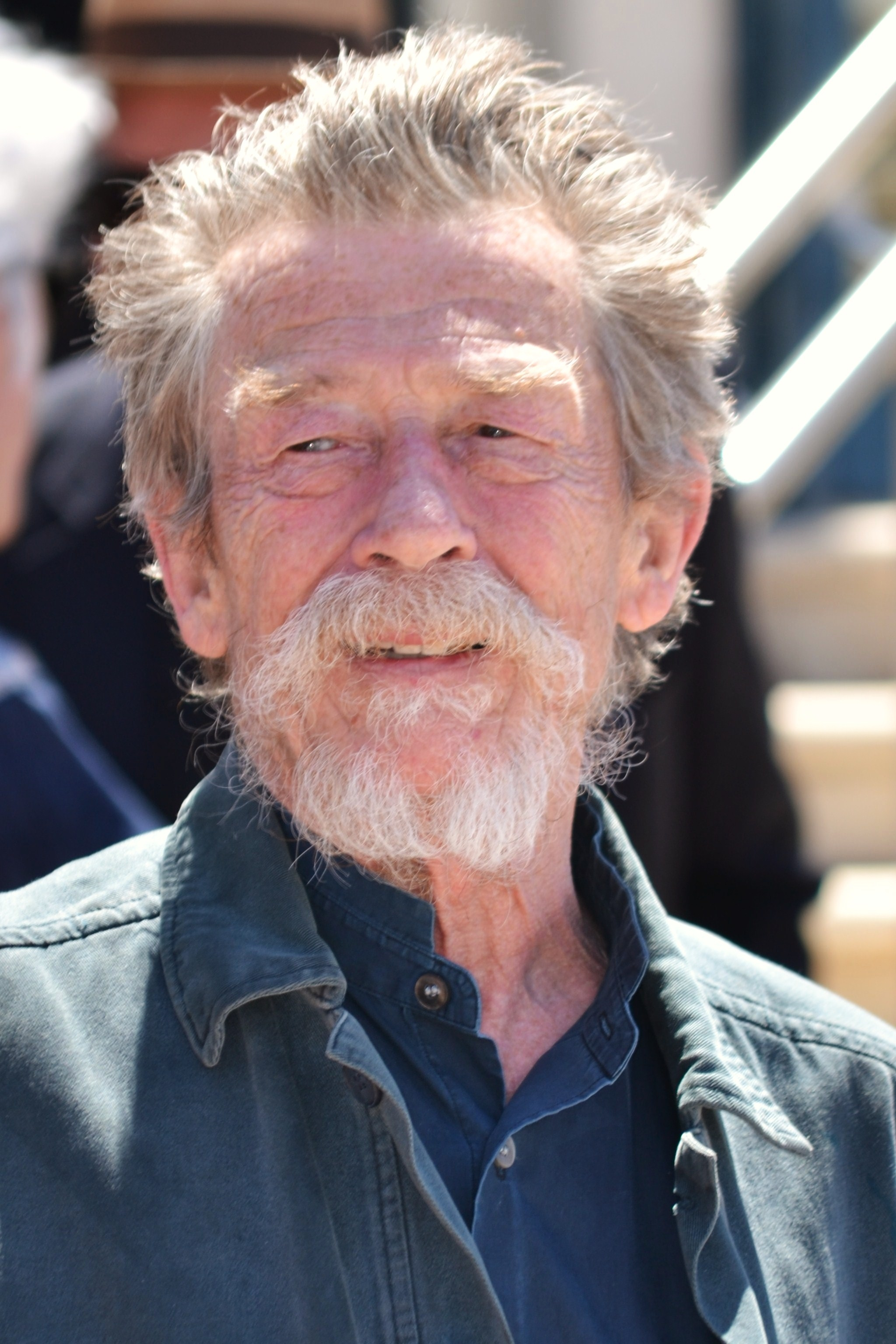
John Hurt, ator britânico

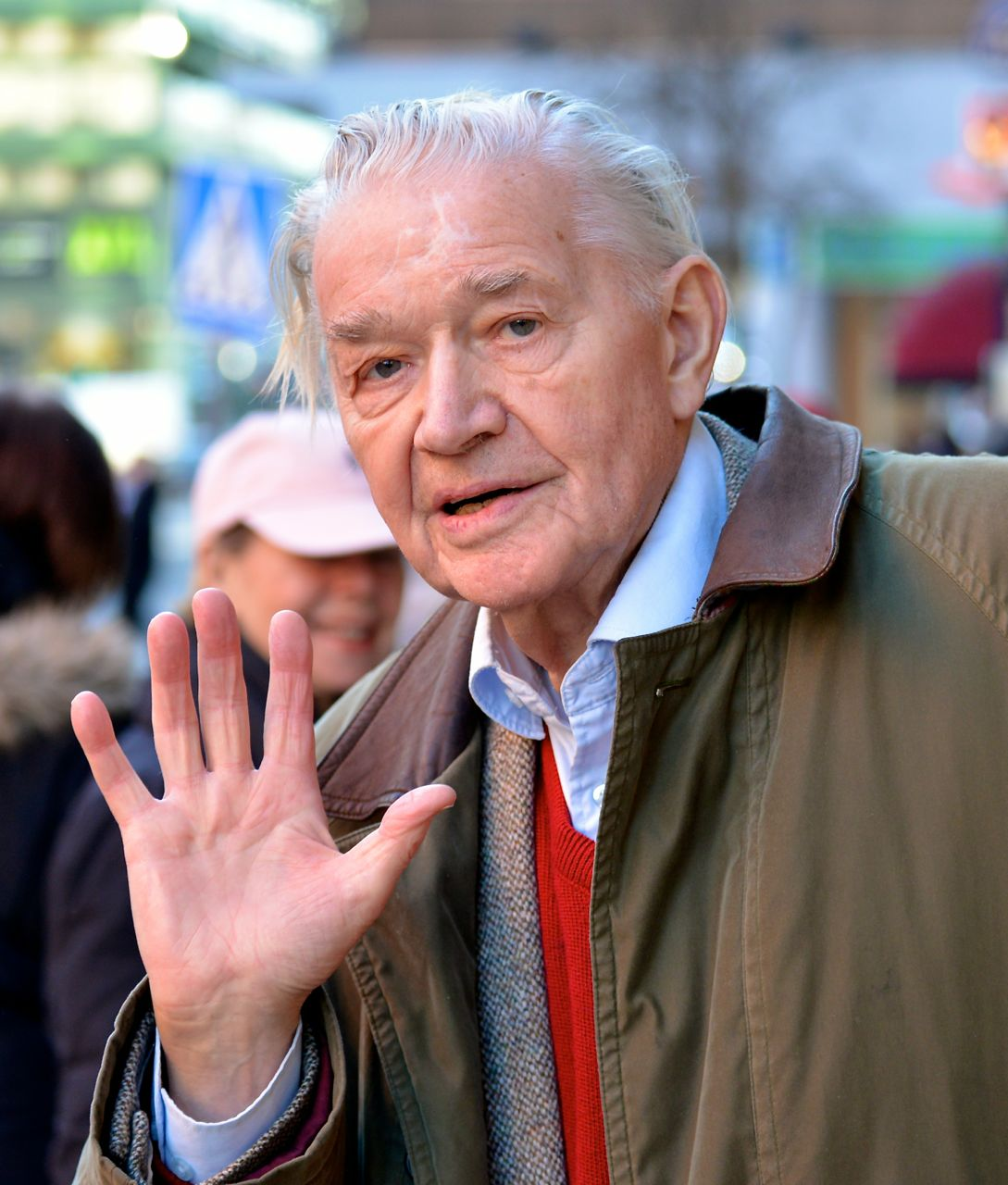
Lennart Nilsson, fotógrafo científico sueco

| Dia | Nome                                | Profissão ou motivo de reconhecimento      | Nacionalidade               | Ano de nasc. | Ref           |
| --- | ----------------------------------- | ------------------------------------------ | --------------------------- | ------------ | ------------- |
| 1   | Hilarion Capucci                    | Arcebispo e ativista                       | Síria                       | 1922         | [ 1 ] [ 2 ]   |
| 1   | Talat Tunçalp                       | Ciclista                                   | Turquia                     | 1915         | [ 3 ]         |
| 1   | Aleksander Tšutšelov                | Velejador                                  | Estónia                     | 1933         | [ 4 ]         |
| 1   | Cláudio Panta Nunes                 | Instrumentista                             | Portugal                    | 1984         | [ 5 ]         |
| 1   | Derek Parfit                        | Filósofo                                   | Reino Unido                 | 1942         | [ 6 ]         |
| 2   | Viktor Tsarov                       | Futebolista e treinador                    | Rússia                      | 1931         | [ 7 ]         |
| 2   | John Berger                         | Escritor e crítico                         | Reino Unido                 | 1926         | [ 8 ]         |
| 2   | Jacinto Durães                      | Ator                                       | Portugal                    | 1972         | [ 9 ]         |
| 3   | Augusto Mascarenhas Barreto         | Investigador, romancista, poeta e tradutor | Portugal                    | 1923         | [ 10 ]        |
| 3   | Vida Alves                          | Atriz e escritora                          | Brasil                      | 1928         | [ 11 ]        |
| 3   | Igor Volk                           | Astronauta                                 | Rússia                      | 1937         | [ 12 ]        |
| 4   | Georges Prêtre                      | Maestro                                    | França                      | 1924         | [ 13 ]        |
| 4   | Milt Schmidt                        | Jogador de hóquei no gelo                  | Canadá                      | 1918         | [ 14 ]        |
| 4   | Ezio Pascutti                       | Futebolista                                | Itália                      | 1937         | [ 15 ]        |
| 4   | Ney Brasil Pereira                  | Sacerdote católico, maestro e tradutor     | Brasil                      | 1930         | [ 16 ]        |
| 4   | Heinz Billing                       | Físico                                     | Alemanha                    | 1914         | [ 17 ]        |
| 5   | Leonardo Benevolo                   | Arquiteto e historiador da arquitetura     | Itália                      | 1923         | [ 18 ]        |
| 5   | Irene Stefânia                      | Atriz                                      | Brasil                      | 1948         | [ 19 ]        |
| 6   | Octavio Lepage                      | Ex-presidente e advogado                   | Venezuela                   | 1923         | [ 20 ]        |
| 6   | Ricardo Piglia                      | Escritor                                   | Argentina                   | 1941         | [ 21 ]        |
| 7   | Mário Soares                        | Político, ex-presidente                    | Portugal                    | 1924         | [ 22 ]        |
| 7   | Nat Hentoff                         | Historiador, escritor, crítico e músico    | Estados Unidos              | 1925         | [ 23 ]        |
| 8   | Daniel Serrão                       | Médico                                     | Portugal                    | 1928         | [ 24 ]        |
| 8   | Ali Akbar Hashemi Rafsanjani        | Ex-presidente                              | Irão                        | 1934         | [ 25 ] [ 26 ] |
| 9   | Roberto Cabañas                     | Futebolista                                | Paraguai                    | 1961         | [ 27 ]        |
| 9   | Zygmunt Bauman                      | Sociólogo e filósofo                       | Polónia/ Reino Unido        | 1925         | [ 28 ]        |
| 9   | Telmo de Avelar                     | Ator e dublador                            | Brasil                      | 1923         | [ 29 ]        |
| 9   | Carlos Bratke                       | Arquiteto                                  | Brasil                      | 1942         | [ 30 ]        |
| 9   | Warren Allen Smith                  | Ativista, escritor, professor e empresário | Estados Unidos              | 1921         | [ 31 ]        |
| 10  | Fernand Decanali                    | Ciclista                                   | França                      | 1925         | [ 32 ]        |
| 10  | Roman Herzog                        | Ex-presidente                              | Alemanha                    | 1934         | [ 33 ]        |
| 10  | Oliver Smithies                     | Geneticista                                | Reino Unido/ Estados Unidos | 1925         | [ 34 ]        |
| 11  | François Van der Elst               | Futebolista                                | Bélgica                     | 1954         | [ 35 ]        |
| 11  | Adroaldo Streck                     | Advogado, jornalista e político            | Brasil                      | 1935         | [ 36 ]        |
| 12  | Graham Taylor                       | Futebolista e treinador                    | Reino Unido                 | 1944         | [ 37 ] [ 38 ] |
| 12  | Giulio Angioni                      | Escritor e antropólogo                     | Itália                      | 1939         | [ 39 ]        |
| 12  | William Peter Blatty                | Escritor e cineasta                        | Estados Unidos              | 1928         | [ 40 ] [ 41 ] |
| 12  | Frank Spellman                      | Halterofilista                             | Estados Unidos              | 1922         | [ 42 ]        |
| 13  | Antony Armstrong-Jones              | Fotógrafo                                  | Reino Unido                 | 1930         | [ 43 ] [ 44 ] |
| 13  | Horacio Guarany                     | Cantor e escritor                          | Argentina                   | 1925         | [ 45 ]        |
| 13  | Gilberto Agustoni                   | Cardeal                                    | Suíça                       | 1922         | [ 46 ]        |
| 13  | Hans Berliner                       | Cientista da computação e enxadrista       | Estados Unidos/ Alemanha    | 1929         | [ 47 ]        |
| 14  | Zhou Youguang                       | Linguista, filólogo e supercentenário      | China                       | 1906         | [ 48 ]        |
| 14  | Carlos Antero Ferreira              | Arquiteto, historiador, ensaísta e poeta   | Portugal                    | 1932         | [ 49 ]        |
| 14  | Maria Cabral                        | Atriz                                      | Portugal                    | 1941         | [ 50 ]        |
| 15  | Jimmy Snuka                         | Lutador e ator                             | Fiji                        | 1943         | [ 51 ]        |
| 16  | Eugene Cernan                       | Astronauta                                 | Estados Unidos              | 1934         | [ 52 ]        |
| 16  | William Onyeabor                    | Músico, cantor e compositor                | Nigéria                     | 1946         | [ 53 ]        |
| 18  | Ion Besoiu                          | Ator                                       | Roménia                     | 1931         | [ 54 ]        |
| 18  | David P. Buckson                    | Político                                   | Estados Unidos              | 1920         | [ 55 ]        |
| 18  | Peter Abrahams                      | Escritor e jornalista                      | África do Sul               | 1919         | [ 56 ]        |
| 18  | Toninho Mendes                      | Editor de quadrinhos e poeta               | Brasil                      | 1954         | [ 57 ]        |
| 18  | Roberta Peters                      | Cantora lírica                             | Estados Unidos              | 1930         | [ 58 ]        |
| 19  | Loalwa Braz                         | Cantora                                    | Brasil                      | 1953         | [ 59 ]        |
| 19  | Carlos Alberto Fernandes Filgueiras | Empresário                                 | Brasil                      | 1947         | [ 60 ]        |
| 19  | Teori Zavascki                      | Ministro do Supremo Tribunal Federal       | Brasil                      | 1948         | [ 61 ]        |
| 19  | Miguel Ferrer                       | Ator                                       | Estados Unidos              | 1955         | [ 62 ] [ 63 ] |
| 20  | Carlos Alberto Silva                | Treinador de futebol                       | Brasil                      | 1939         | [ 64 ]        |
| 20  | Darci Rossi                         | Compositor                                 | Brasil                      | 1947         | [ 65 ]        |
| 21  | Edoardo Pollastri                   | Economista, empresário e político          | Brasil/ Itália              | 1932         | [ 66 ]        |
| 21  | Marc Baecke                         | Futebolista                                | Bélgica                     | 1956         | [ 67 ]        |
| 21  | Veljo Tormis                        | Compositor                                 | Estónia                     | 1930         | [ 68 ]        |
| 21  | Erika Böhm-Vitense                  | Astrônoma                                  | Estados Unidos              | 1923         | [ 69 ]        |
| 22  | Francisco Palmeiro                  | Futebolista                                | Portugal                    | 1932         | [ 70 ]        |
| 22  | Rudolf Wille                        | Matemático                                 | Alemanha                    | 1937         | [ 71 ]        |
| 22  | Lev Navrozov                        | Escritor e historiador                     | Rússia                      | 1928         | [ 72 ]        |
| 23  | Gorden Kaye                         | Ator                                       | Reino Unido                 | 1941         | [ 73 ] [ 74 ] |
| 23  | Anatol Roshko                       | Engenheiro aeroespacial                    | Estados Unidos              | 1923         | [ 75 ]        |
| 23  | Bobby Freeman                       | Cantor e compositor                        | Estados Unidos              | 1940         | [ 76 ]        |
| 24  | Chuck Weyant                        | Piloto automobilístico                     | Estados Unidos              | 1923         | [ 77 ]        |
| 25  | Mary Tyler Moore                    | Atriz e comediante                         | Estados Unidos              | 1936         | [ 78 ]        |
| 25  | Mário Ruivo                         | Cientista e político                       | Portugal                    | 1927         | [ 79 ]        |
| 26  | Michael Tönnies                     | Futebolista                                | Alemanha                    | 1959         | [ 80 ]        |
| 26  | Barbara Hale                        | Atriz                                      | Estados Unidos              | 1922         | [ 81 ]        |
| 27  | Wanda Maria Heger                   | Assistente social                          | Noruega                     | 1921         | [ 82 ]        |
| 27  | Billy Simpson                       | Futebolista                                | Reino Unido                 | 1929         | [ 83 ]        |
| 27  | John Hurt                           | Ator                                       | Reino Unido                 | 1940         | [ 84 ]        |
| 27  | Arthur Rosenfeld                    | Físico                                     | Estados Unidos              | 1926         | [ 85 ]        |
| 27  | Emmanuelle Riva                     | Atriz                                      | França                      | 1927         | [ 86 ]        |
| 27  | Henry-Louis de La Grange            | Musicólogo e biógrafo                      | França                      | 1924         | [ 87 ]        |
| 27  | Petr Kop                            | Voleibolista                               | Chéquia                     | 1937         | [ 88 ]        |
| 27  | Brunhilde Pomsel                    | Secretária                                 | Alemanha                    | 1911         | [ 89 ]        |
| 28  | Geoff Nicholls                      | Músico                                     | Reino Unido                 | 1948         | [ 90 ]        |
| 28  | Lennart Nilsson                     | Fotógrafo                                  | Suécia                      | 1922         | [ 91 ]        |
| 28  | Russo                               | Assistente de palco                        | Brasil                      | 1931         | [ 92 ]        |
| 28  | Vic Militello                       | Atriz                                      | Brasil                      | 1943         | [ 93 ]        |
| 28  | John Mather                         | Matemático                                 | Estados Unidos              | 1942         | [ 94 ]        |
| 29  | Moacyr de Carvalho Dias             | Empresário                                 | Brasil                      | 1920         | [ 95 ]        |
| 30  | Harold Rosen                        | Engenheiro eletrônico                      | Estados Unidos              | 1926         | [ 96 ]        |
| 31  | John Wetton                         | Baixista e vocalista                       | Reino Unido                 | 1949         | [ 97 ] [ 98 ] |
| 31  | Salim Maroun                        | Empresário                                 | Líbano                      | 1953         | [ 99 ]        |